# اسماعیل‌محمودی (چغاپور)
اسماعیل محمودی یک روستا در ایران است که در دهستان چغاپور شهرستان دشتی استان بوشهر واقع شده‌است.